# Pan
Pan (in greco antico: Πάν?, Pán), nella mitologia greca, è una divinità non olimpica dall'aspetto di un satiro, legata alle selve, alla pastorizia e alla natura, e associata anche alla fertilità e alla sessualità. È solitamente riconosciuto come figlio del dio Ermes e della ninfa Penelope.
Pan è un dio terrestre, amante delle selve, dei prati e delle montagne. Preferisce vagare per i monti d'Arcadia, dove pascola le greggi e alleva le api. È un dio perennemente allegro, venerato ma anche temuto. 
Nella religione romana, il dio Silvano ha molte similitudini con Pan, e i due sono solitamente equiparati. Anche i fauni venivano identificati con Pan o con i satiri.

## Etimologia ed elementi del culto

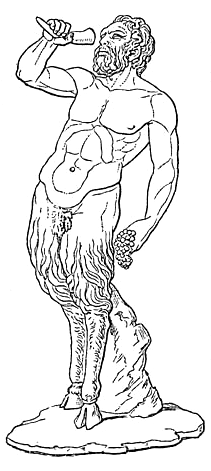
Una raffigurazione di Pan tratta da Meyers Konversations-Lexikon

Il nome Πάν deriva dal greco paein, cioè "pascolare", e infatti Pan era il dio pastore, il dio della campagna, delle selve e dei pascoli. Il nome è però simile a πᾶν, che significa "tutto".
Secondo alcuni, tale figura mitologica ricalca il dio vedico Pushan, il cui nome, dal verbo sanscrito pūṣyati, significherebbe "colui che fa prosperare". Inoltre è assimilato a Phanes (Φάνης, da φαίνω phainō, "che porta la luce"), altro nome di Protogonos (Πρωτογόνος, "primo nato"). In alcuni miti infatti è descritto come il più antico degli Olimpi, se è vero che aveva bevuto con Zeus il latte da Amaltea, allevato i cani di Artemide e insegnato l'arte divinatoria ad Apollo. Venne inoltre notoriamente associato a Fauno, versione maschile (poi figlio, fratello o marito, a seconda del mito) di Fauna, e come tale era lo spirito di tutte le creature naturali, più tardi legato anche alla foresta, all'abisso, al profondo.
Dal suo nome deriva il sostantivo panico, originariamente timor panico o terror panico, poiché il dio si adirava con chi lo disturbasse emettendo urla terrificanti, provocando così una incontrollata paura. Pausania scrive che i Galli, saccheggiando la Grecia, videro nel tempio di Delfi la statua del dio Pan e ne furono così tanto spaventati che fuggirono; alcuni racconti ci dicono che lo stesso Pan venne visto fuggire per la paura da lui stesso provocata. Ma il mito più famoso legato a questa caratteristica è la titanomachia, durante la quale Pan salva gli Olimpi emettendo un urlo e facendo fuggire Delfine.
Dio dalle forti connotazioni sessuali - anche Pan infatti come Dioniso e Priapo era generalmente rappresentato con un grande fallo - recentemente Pan è stato indicato come il dio della masturbazione, da James Hillman, noto psicologo americano, che sostiene essere Pan l'inventore della sessualità non procreativa.
Infatti Pan, trovando difficoltà di accoppiamento a causa del suo aspetto, era solito esercitare la sua forza generatrice mediante la masturbazione, se non con la violenza sessuale. Era infatti un dio potente e selvaggio, raffigurato con gambe e corna caprine, zampe irsute e zoccoli ungulati, mentre il busto è umano, il volto barbuto e dall'espressione terribile. Vaga per i boschi, spesso per inseguire le ninfe, mentre suona e danza. È molto agile, rapido nella corsa, imbattibile nel salto.
È principalmente indicato come dio signore dei campi e delle selve nell'ora meridiana, protegge le greggi e gli armenti, gli sono sacre le cime dei monti. Tradizionalmente, indossa una nebris, una pelle di cerbiatto.
Come dio legato alla terra e alla fertilità dei campi è legato alla Luna e alle forze della grande Madre. Fra i miti che lo accompagnano uno che lo vede seduttore di Selene, cui si presentò nascondendo il pelo caprino sotto un vello bianco. La dea non lo riconobbe e acconsentì all'unione.
In altre versioni Pan invece è un dio generoso e bonario, sempre pronto ad aiutare quanti chiedono il suo aiuto.
Narra una leggenda che nell'età dell'Oro Pan giunse nel Lazio, dove venne ospitato dal dio Saturno, mentre in Grecia la sua presenza veniva collocata in Arcadia.

## Genealogia

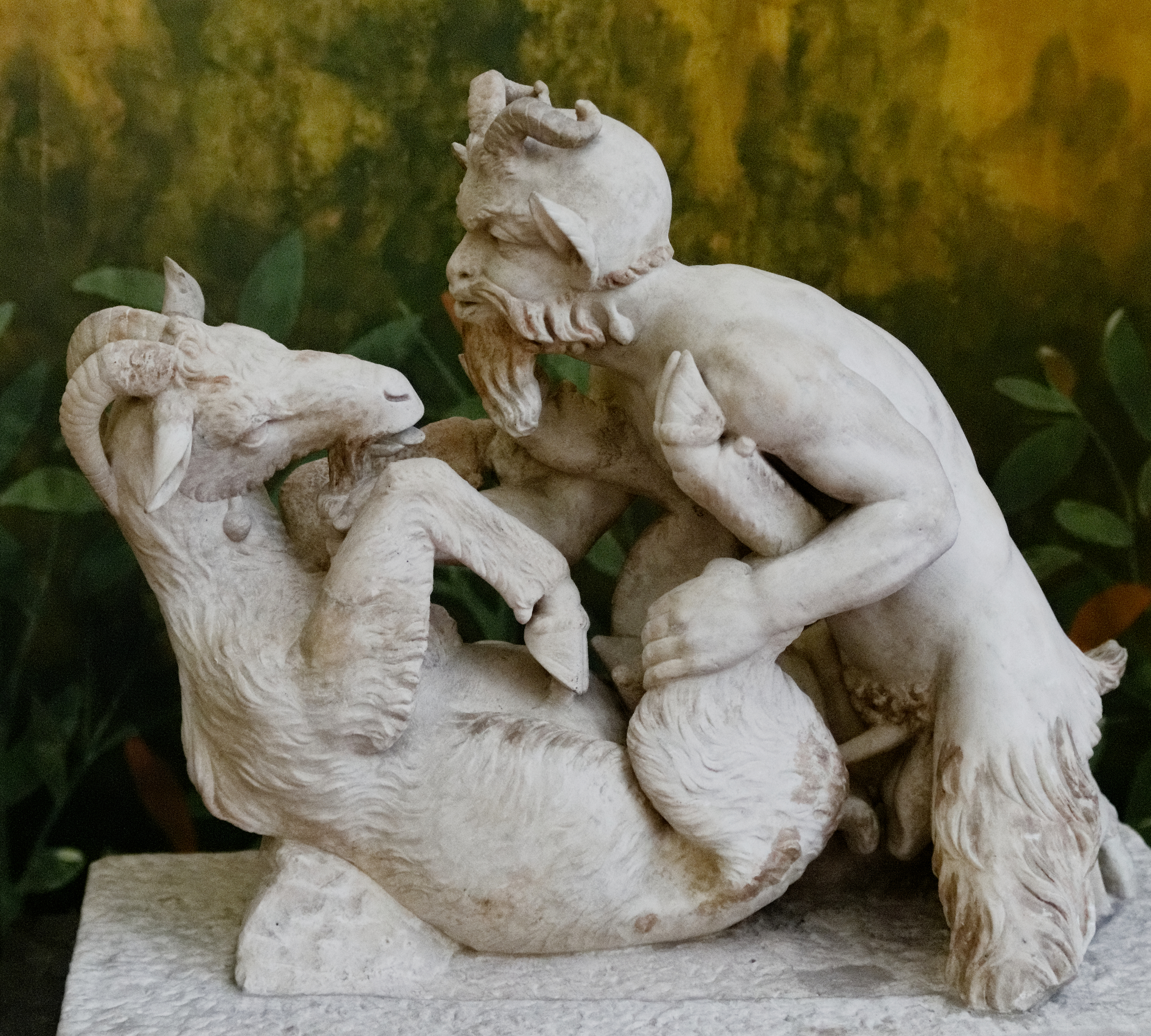
L'unione sessuale di Pan con una capra

La genealogia di Pan è controversa. La più comune è probabilmente quella di Erodoto, in cui vengono indicati quali genitori il dio Ermes e la ninfa Penelope.
- Nell'Inno omerico A Pan, la madre di Pan non viene nominata, ma viene definita semplicemente "figlia di Driope", nome che significa "uomo-quercia". Il mito vuole che la ninfa sia fuggita terrorizzata dall'aspetto deforme del figlio, mentre Ermes lo raccolse e, avvoltolo amorevolmente in una pelle di lepre, lo portò sull'Olimpo, dove fu accolto con gioia da tutti gli dei, e in particolare da Dioniso.[7]
- Altri autori apparentemente confondono la ninfa Penelope con la più nota Penelope, moglie di Ulisse, e attribuiscono a lei la maternità di Pan.[8][9] Altri mitografi come Duride di Samo e Servio affermano che Penelope ebbe Pan dai suoi pretendenti, i Proci, con cui avrebbe avuto rapporti in attesa del marito Ulisse.[10]
- Un'altra versione, sostenuta da Igino, afferma che Zeus, dopo essersi unito ad una capra di nome Beroe, ebbe per figlio il dio Egipan, ovvero la forma caprina di Pan.[11]

## Mitologia

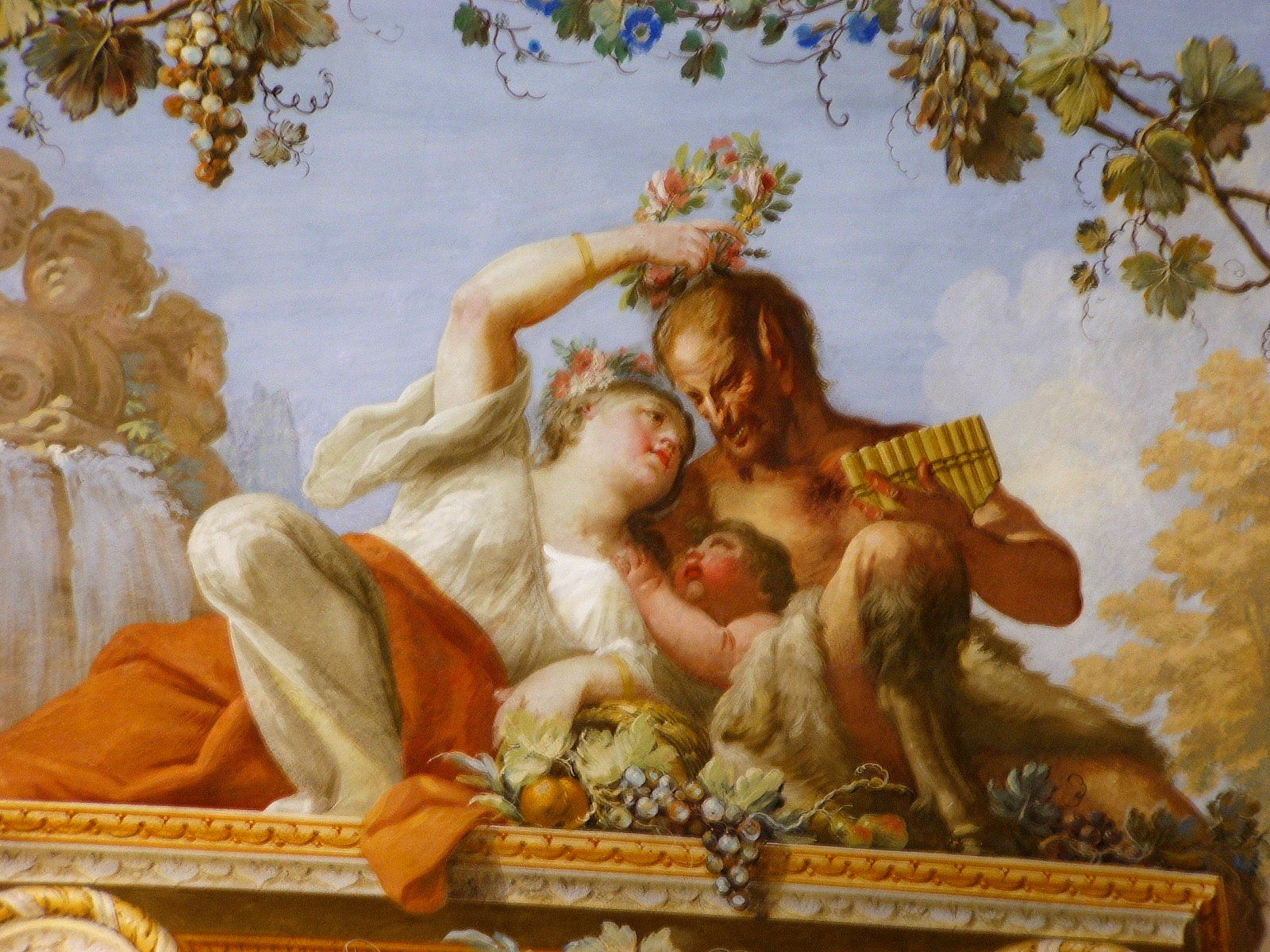
Affresco allegorico con la figura di Pan e il flauto, Reggia di Caserta

### Pan nella Titanomachia: le origini del Capricorno
Pan partecipò alla Titanomachia, avendo un ruolo fondamentale doveva scappare più veloce di tutti nella vittoria di Zeus su Tifone.
Tifone era un mostro che era nato da Gea e Tartaro, che volle vendicarsi della morte dei figli, i Giganti. Quando tentò di conquistare il monte Olimpo, gli Dei fuggirono terrorizzati da questo mostro. Si recarono in Egitto, dove assunsero forme di animali per nascondersi meglio:
- Zeus si fece ariete,
- Afrodite si fece pesce,
- Apollo si fece corvo,
- Dioniso si fece capra,
- Era si fece vacca bianca,
- Artemide si fece gatto,
- Ares si fece cinghiale,
- Ermes si fece ibis,
- Pan trasformò solo la sua parte inferiore in un pesce e si nascose in un fiume.

Solo Atena non si nascose e, denigrando gli altri dei, convinse il padre Zeus a scendere in battaglia contro il mostro. Nonostante il dio fosse armato, il mostro riuscì ad avere la meglio su di lui, e lo rinchiuse nella grotta dove Gea lo aveva generato. Con le sue Spire Tifone gli aveva reciso i tendini di mani e piedi, che aveva poi affidato a sua sorella Delfine, il cui corpo terminava con la coda di un serpente.
Il dio Pan spaventò questa creatura con un tremendo urlo, ed Ermes le sottrasse i tendini di Zeus. Zeus, recuperate le forze e i tendini, si lanciò su un carro trainato da cavalli alati contro Tifone, bersagliandolo di fulmini. Zeus riuscì a uccidere il mostro e lo seppellì sotto il monte Etna, che da allora emette il fuoco causato da tutti i fulmini usati in battaglia, così come racconta lo Pseudo-Apollodoro. Per ringraziare Pan, Zeus fece in modo che il suo aspetto fosse visibile in cielo: creò così il Capricorno.

### Pan e le Ninfe

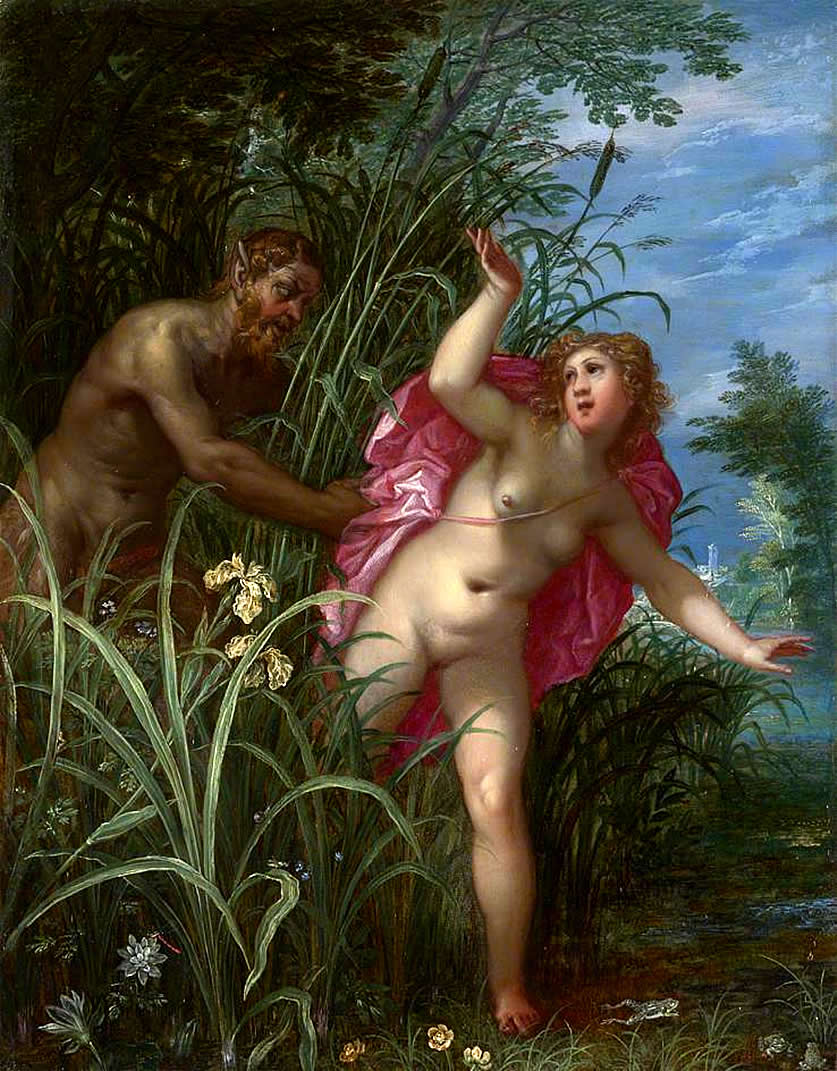
Hendrick van Balen
Pan che insegue Siringa, 1615 ca

Pan è un dio con una forte connotazione sessuale, amava sia donne che uomini, e se non riusciva a possedere l'oggetto della sua passione si abbandonava all'onanismo.
Moltissimi racconti mitologici ci parlano di questo dio e del suo rapporto con le Ninfe che cercava di possedere. Tanto che queste si salvavano solo trasformandosi, anche se spesso non disdegnavano le attenzioni del dio.
- Eco generò con lui Iunge e Iambe, per poi innamorarsi di Narciso e struggersi per lui fino a diventare solo una voce.
- Eufeme, nutrice delle muse, ebbe Croto, inventore degli applausi.

Il mito ci riporta il nome di altre di queste Ninfe: Pitis, Selene. La più importante resta forse Siringa.

#### Pan e la ninfa Siringa
Uno dei miti più famosi di Pan riguarda le origini del suo caratteristico strumento musicale. Siringa era una bellissima ninfa dell'acqua di Arcadia, figlia del dio dei fiumi Ladone. Un giorno, di ritorno dalla caccia, incontrò Pan. Per sfuggire ai suoi disturbi, la ninfa scappò senza ascoltare i complimenti del dio. Corse attraverso il bosco fino a trovare un canneto e pregando si trasformò in una canna. Quando il vento soffiò attraverso le canne, si udì una melodia lamentosa. Il dio, ancora infatuato, non riuscendo a identificare in quale canna si era trasformata Siringa, ne prese alcune e ne tagliò sette pezzi di lunghezza decrescente (alcune versioni sostengono nove) e li unì uno di fianco all'altro. Creò così lo strumento musicale che portò il nome della sua amata Siringa. Da allora Pan fu visto raramente senza di esso; lo strumento è anche noto come flauto di Pan.

### La morte
Legato in modo viscerale alla natura e ai piaceri della carne, Pan è l'unico dio con un mito sulla sua morte. Plutarco, nel suo De defectu oraculorum, racconta infatti che, durante il regno dell'imperatore romano Tiberio (14–37), la notizia della morte di Pan venne rivelata a tale Tamo (Thamus), un mercante fenicio che, sulla sua nave diretta in Italia, sentì gridare dalle rive di Paxos: "Tamo, quando arrivi a Palodes annuncia a tutti che il grande dio Pan è morto!". Gli studiosi si dividono tra il significato storico e quello allegorico. Secondo Robert Graves per esempio, il grido non fu Thamous, Pan ho megas tethneke, "Tamo, il grande dio Pan è morto", ma Tammuz Panmegas tethneke, "L'onnipresente Tammuz è morto", cioè il dio babilonese della natura. Graves nella nota 5 riporta anche che Plutarco credette a questa storia e la riportò, anche se Pausania nel suo Viaggio in Grecia circa un secolo dopo citando Plutarco testimonia che i santuari dedicati a Pan erano ancora molto frequentati.
Gli autori cristiani, riportando tale episodio, lo misero in relazione alla fine di un'oscura era politeista, della quale aver "timor panico" (non a caso le sembianze e gli attributi del diavolo, piede caprino, coda e corna sono gli stessi di Pan), e all'inizio di un nuovo mondo sotto la luce di Cristo, morto appunto sotto l'impero di Tiberio (così Eusebio di Cesarea nella sua Praeparatio evangelica).

## Pan nella letteratura
La figura di Pan ha avuto anche un notevole successo in campo letterario, innumerevoli sono le opere che parlano di questo dio.
Gabriele D'Annunzio, nell’Alcyone, traccia uno stretto parallelismo tra il dio Pan e sé stesso, individuando nel dio la simbiosi perfetta tra uomo e natura, denominata perciò «panismo».
Nel libro Saggio su Pan di James Hillman, l'autore traccia una netta contrapposizione tra la figura di Pan e quella di Cristo.
Pan compare anche nella saga di Percy Jackson.

## Pan nella cultura di massa
Nel Medioevo Pan e i suoi aspetti vennero demonizzati dal Cristianesimo, tanto che nei secoli successivi il diavolo nella cultura occidentale assunse progressivamente i tratti iconografici di questa antica divinità: corna, zampe caprine, barba a punta.
Come spiega il professor Ronald Hutton nel suo fondamentale studio sulla Wicca, a partire dall'epoca romantica, soprattutto in Inghilterra, la figura di Pan venne però enormemente rivalutata. In un mondo avviato verso l'industrializzazione e la distruzione progressiva dell'ambiente naturale, come reazione vi fu una ricerca della purezza delle origini e così il Pan romantico divenne quasi il dio della natura per antonomasia.
Il successivo passaggio di rivalutazione viene spiegato da Hutton con i lavori dell'antropologa Margaret Murray. Il dio divenne il fulcro degli studi dell'autrice, in particolare di una sua tesi molto controversa:Pan sarebbe stato al centro di un culto pagano, sopravvissuto all'avvento del Cristianesimo, un culto poi catalogato e perseguitato dall'inquisizione come stregonesco. In seguito a queste premesse, la figura di Pan venne quindi sincretizzata con quella di altre divinità cornute come Dioniso e Cernunnos, divenendo la divinità principale dell'odierna religione Wicca.